# Ilija Rajačić
Ilija Rajačić (cyr. Илија Рајачић; ur. 1923, zm. 15 stycznia 2005) – polityk byłej Jugosławii.
Sprawował kierownicze funkcje w aparcie państwowym socjalistycznej autonomicznej prowincji Wojwodiny (wchodzącej w skład Socjalistycznej Republiki Serbii). W latach 1963–1967 był przewodniczącym Komitetu Wykonawczego (rządu), a 1967–1973 prezydentem Zgromadzenia Ludowego (lokalnego parlamentu) Wojwodiny.